# Swiss Open 1971
Die Swiss Open 1971 im Badminton fanden vom 13. bis zum 14. März 1971 in Lausanne statt. Es war die 12. Austragung der internationalen Titelkämpfe im Badminton in der Schweiz.

## Finalresultate
| Disziplin    | Sieger                          | Finalist                     | Ergebnis          |
| ------------ | ------------------------------- | ---------------------------- | ----------------- |
| Herreneinzel | Torsten Winter                  | Hermann Fröhlich             | 10:15, 15:8, 15:8 |
| Dameneinzel  | Josée Carrel                    | Viviane Beaugin              | 11:7, 2:11, 11:6  |
| Herrendoppel | Torsten Winter Hugo Wilmes      | Hubert Riedo Edy Andrey      | 15:4, 18:15       |
| Damendoppel  | Hedwig Hurst Vreni Schkölzinger | Josée Carrel Mireille Drapel | 15:4, 15:11       |
| Mixed        | Hugo Wilmes L. Ruchet           | Torsten Winter N. Jelmini    | 15:8, 15:11       |

Anmerkungen
Der Schweizer Verband berichtet eine umgekehrte Reihenfolge im Damendoppel und Mixed.